# بوبي بيرن
بوبي بيرن (بالإنجليزية: Bobby Byrne)‏ (31 ديسمبر 1884 في الولايات المتحدة - 31 ديسمبر 1964 في الولايات المتحدة) هو لاعب كرة قاعدة ولاعب كرة قدم أمريكي في مركز قاعدي ثالث ‏. لعب مع شيكاغو وايت سوكس وسانت لويس كاردينالات وفيلادلفيا فيليز وبيتسبرج بايرتس.

## وصلات خارجية
- بوبي بيرن على موقعبيزبول رفرنس.كوم (الدوري الرئيسي) (الإنجليزية)